# Terrine de foie gras au sauternes
La terrine de foie gras au sauternes est un mets gastronomique de la cuisine française. Cette préparation est originaire de l'Aquitaine.

## Ingrédients
La préparation de base de ce mets nécessite du foie gras cru, du sauternes, du poivre blanc et du sel. Elle peut être relevée d'épices comme la noix muscade, le paprika ou les quatre épices.

## Préparation
Les lobes de foie gras salés et poivrés sont placés dans une terrine, arrosés de sauternes et tassés. La terrine est ensuite mise au réfrigérateur pour que la préparation marine pendant une demi-journée. La terrine est alors mise à cuire dans un four au bain-marie puis laissée à refroidir doucement. Lorsque le foie est froid et tassé, il peut être recouvert d'une couche de graisse d'oie ou de canard,,.

## Accord mets/vin
Il est de tradition d'accompagner cette terrine du même sauternes qui a servi à la préparer,,. 